# Karol Szajer (kupiec)
Karol Szajer (zm. 1914) – kupiec, działacz branżowy i samorządowy.

## Życiorys
Urodził się we Lwowie. W tym mieście był kupcem, prowadził przedsiębiorstwo handlowe, wraz z bratem Julianem rozwijał sklep. Był wieloletnim działaczem Stowarzyszenia Kopców i Młodzieży Handlowej, w którym był seniorem, następnie dyrektorem oraz otrzymał tytuł członka honorowego. Działał w Izbie Przemysłowo-Handlowej, w której był członkiem prezydium i wiceprezydentem. Był członkiem rady nadzorczej Banku Krajowego. Zasiadał w zarządach instytucji finansowych, był cenzorem banków, członkiem komisji podatkowych.
Udzielał się w sferze samorządowej, był wieloletnim radnym miejskim, pełnił funkcję I wiceprezydenta Lwowa. Zmarł w 1914.